# Leuktrai csata
A leuktrai csata ütközet volt Kr. e. 371-ben a boiótiai Leuktra falu közelében, amelyben Thébai döntő vereséget mért a támadó spártaiakra, örökre véget vetve Lakedaimón (Spárta) görög hegemóniájának és előkészítve a terepet a makedón nagyhatalom felemelkedése számára. A thébai Epameinóndasz győzelme a lakón király Kleómbrotosz ellen szétzúzta a spártaiak legyőzhetetlenségébe vetett hitet, Thébai ezzel kivívott túlsúlya a görög politikában azonban rövid életűnek bizonyult.

## Előzmények
A Kr. e. 4. század elején Spárta és Thébai ismételten politikai és katonai konfliktusokba kerültek egymással, mivel Thébai befolyása kiterjesztésén dolgozott miközben Lakedaimón a peloponnészoszi háborúban megszerzett görög hegemónia fenntartásáért tett erőfeszítéseket. A leuktrai csatához közvetlenül vezető politikai fejlemények azzal indultak, hogy a Thébai ellenőrizte Boiótia egyes városai Spártához fordultak, hogy kivívhassák függetlenségüket. Lakedaimón azt követelte Thébaitól, hogy szerelje le megszálló seregeit, amit a thébaiak visszautasítottak. Kleombrotosz spártai király erre tízezer hoplitából és ezer lovasból álló seregét Phókiszból Boiótiába vezette. Plutarkhosz szerint a tét nem volt kisebb, mint Thébai léte: Olyan veszélybe kerültek ekkor a thébaiak, mint soha azelőtt, mert azzal a nyílt fenyegetéssel kellett szembenézniük, hogy széttelepítik őket - írta.
Kleombrotosz nem a megszokott utat választotta Thébai felé, hanem Thiszbé hegyein vonult keresztül, és mielőtt még a Thébaiak erre rájöttek volna, elfoglalta Kreuszisz erődjét és elfogott 12 thébai hadihajót. Itt állta a mintegy 11 ezer hoplitából és ezer lovasból álló lakedaimóni sereg útját Epameinóndasz 6-7000 nehézgyalogosa és 1500 lovasa. Bár a thébaiak kevesebben voltak, Epameinóndasz elfogadta a csatát.

## A csata
A csata kezdetén a spártai zsoldos peltaszták (könnyűgyalogosok) visszaszorították a thébaiak boiótiai segédcsapatait. Az ezt követő lovassági összecsapásban azonban a thébaiak kerekedtek felül. A lovasok visszavonulása megakadályozta, hogy Kleombrotosz nehézgyalogosai átkarolják a kisebb létszámú thébaiakat, és a spártaiak sorai is összezavarodtak. Mielőtt még rendezhették volna a sorokat, megtámadta őket Pelopidasz kis létszámú elitegysége, a Szent Csapat, és még nagyobb zavart okozott.
A csatában, amint szokásos volt, a lakedaimóniak legjobb csapataikat a jobbszárnyon helyezték el, az ideális szélesség-mélység aránynak gondolt 8-12 sorban. A nehézgyalogos phalanx azért a jobb oldalon kapott helyet a hadrendben, mert a pajzsot, a hoplont bal kézben tartották, a bal oldali harcost védve, így a formáció jobb oldala mindig kevéssé védett maradt. Epameinóndasz szakított a hagyománnyal: a bal szárnyra állította a lovasságot és a nehézgyalogosokat, akiket 50 soros mélységbe rendezett és ezt a tömeget küldte előre, hogy áttörje a kevésbé mély lakón phalanxot, miközben a jobb szárnyra állított gyengébb segédcsapatok kisebb mélységű lépcsőformációban hátramaradtak.
A legyőzhetetlennek gondolt spártai phalanx nem állta a sokkal mélyebb thébai tömeg támadását. Miközben a spártaiakat visszaszorították, mintegy 1000 embert veszítettek, köztük 400 spártai polgárt, és meghalt a király is. Mire a hátramaradt thébai középhad és jobbszárny az ellenség közelébe ért, a spártai jobbszárnyat már legyőzték, így peloponnészoszi segédhadaik is megfutottak. Amikor megérkeztek a thébaiakat erősítő pherai Iaszón thesszáliai csapatai, az Arkhidamosz vezette spártai erősítés már nem vállalkozott újabb csatára és a thébaiak sem kezdtek újabb támadásba.

## Jelentősége
A csata nem csupán a görög és az európai történelem számára hozott fordulópontot, Epameinóndasz sikere a katonai taktikában is forradalmi változást idézett elő: a phalanxharc története során első ízben alkalmazta az ellenség legfontosabb pontjára lesújtó koncentrált erő taktikáját és ezzel megalapozta a modern hadviselés helyi túlerőről szóló elvét.
Lehetséges, hogy Epameinóndasz honfitársa, Pagondasz hasonló manővereinek mintájára cselekedett, amelyet az a délioni csatában alkalmazott. A taktika nagy hatást gyakorolhatott arra, ahogy a későbbiekben II. Philipposz makedón király - aki Thébaiban tanult és élt egy ideig - kifejlesztette saját nagy hatékonyságú taktikáját és csapatainak fegyverzetét. Mindezt még magasabb szinten fia, Nagy Sándor fejlesztette tovább.